# Selaginella burbidgei
Selaginella burbidgei är en mosslummerväxtart som beskrevs av Bak.. Selaginella burbidgei ingår i släktet mosslumrar, och familjen mosslummerväxter. Inga underarter finns listade i Catalogue of Life.